# Исмаиллы
Исмаиллы́ (азерб. İsmayıllı) — город и административный центр Исмаиллинского района Азербайджана. Расположен у подножия южного склона Большого Кавказа, в 176 км от города Баку и в 47 км к северо-востоку от железнодорожной станции Мюсюсли.

## История

### Ранняя история
Территория района с конца II или середины I века до н. э. входила в состав Кавказской Албании. На территории левобережной Албании было несколько крупных городищ, к которым относится расположенная ныне под Исмаиллы в селе Талыстан крепость «Джаваншир галасы» VI—VII вв., носящая имя правителя Гардмана и Албании Джеваншира, известная также как Кирдыман-Кала.

### Период Российской империи
По данным списков населённых мест Бакинской губернии от 1870 года, составленных по сведениям камерального описания губернии с 1859 по 1864 годы, в селении Исмаиллу было 212 дворов с населением 950 человек, состоявшим из азербайджанцев (в источнике упомянуты татарами, в XIX — начале XX веков в Российской империи азербайджанцы именовались «татарами») суннитского вероисповедания.

### Период Азербайджанской ССР
По Азербайджанской сельскохозяйственной переписи 1921 года Исмаилы Исмаилинского сельского общества Геокчайского уезда Азербайджанской ССР населяли 875 человек (156 хозяйств), преимущественно тюрки-азербайджанцы.
24 августа 1959 года Исмаиллы получил статус посёлка городского типа, в 1967 году — статус города.
В 1984 году введено в эксплуатацию здание средней школы №6 им. Натига Бехдиева.

### Современный период
С декабря 2012 года упразднены как самостоятельные населенные пункты сёла Исмаиллы, Миджан, Газли Исмаиллинского района, и присоединены к административной территории города Исмаиллы.

## Население
По данным на 2009 год население города составляло 15 004 человек. Хотя подавляющее большинство населения Исмаиллы являются азербайджанцами, тут также проживают другие этнические группы, в частности лезгины, русские, таты, хапутлинцы (крызы), курды. Когда-то также проживали горские евреи.
На 2020 год население составляло 25 900 чел.
На 1 января 2024 года население города составляло 27 291 чел. Из них 13 587 мужчин (49,8 %), 13 704 женщин (50,2 %).

## Экономика
Город относится к Горно-Ширванскому экономическому району.
В городе функционируют предприятия легкой и пищевой промышленности, асфальтовый завод. В ближайших горах добывают гранит. 
Развито сельское хозяйство. Колхоз им. Калинина в селе Ивановка знаменит своими достижениями, широко известен за пределами Азербайджана.
Птицефабрика — построена в 1978 году. Территория составляет 9,7 га. В 1986 году её деятельность была приостановлена. С 2004 года функционирует как предприятие частного сектора. Фабрика производит куриную колбасу. Поголовье птиц составляет 60 тысяч. Рабочий персонал состоит из 75 человек. 
Кирпичный завод «Рагуб ФК» — построен в 1989 году. Территория составляет 2 га. В 1993 году деятельность завода была приостановлена. С 2004 года функционирует как частное предприятие. Производительная мощность завода составляет 6 млн единиц товара в год. Персонал состоит из 90 работников.
Лахиджское производственное предприятие — государственное предприятие, находящееся в распоряжении производственного объединения «Азерхалча». Действует с 1966 года. Площадь предприятия составляет 3 300 м². Работает 103 сотрудника. Ежегодно на предприятии изготавливается 450—500 м² ковра.
Лахиджское предприятие по производству ковров — государственное предприятие, находящееся в распоряжении у производственного объединения «Азерхалча». Свою деятельность начало в 1984 году. В 2001 году предприятие перестало функционировать. В 2004 году его деятельность была восстановлена. На предприятии работает 72 человека. Ежегодно изготавливается 300—350 м² ковра. Территория составляет 1 га.
АООТ (акционерное общество открытого типа) «Шараб № 1» — построен в 1930 году. До 1996 года действовал как винный завод с годовой обработкой 10 тысяч тонн винограда. С 2003 года действует как частное предприятие. Выпускаются винные и коньячные изделия.
Также действуют цех по производству келагаи (национальные платки), фармацевтическое ООО «Шефа — Т», 4 молочных комбината, цех по производству столовой воды, несколько частных ковроткацких цехов, малых и средних предприятий.

## Инфраструктура
Действует Центр поддержки детей и семей. Центр занимается социальной работой с семьями из группы риска. 1 ноября 2021 года открыто новое здание Центра. С момента создания по ноябрь 2021 года в Центр поступило 10 000 обращений. Центр предоставил помощь 39 000 жителей. 
15 ноября 2023 года на 16-м километре дороги Муганлы — Исмаиллы открыт филиал «DOST EVİ» Центра инклюзивного развития и творчества «DOST». В филиале действуют 6 мастерских по 10 направлениям — гончарное дело, художественная резьба, медничество и ювелирное дело, портняжничество и изготовление келагаи, ковроделие, ткачество и художественная вышивка, производство мучных изделий.

### Образование
1 ноября 2021 года введено в эксплуатацию новое здание средней школы №6 им. Натига Бехдиева. Новое здание состоит из 5 корпусов. Рассчитано на 720 ученических мест. При школе действует STEAM центр.
26 мая 2025 года открыт лицей интернатного типа «Талыстан» на 1 296 ученических мест.

## Города-побратимы
- Риштан (2018)[14]
- Кирьят-Бялик (2018)[15]

## Галерея
- Центр DOST Ноябрь 2023
- Центр поддержки детей и семей Ноябрь 2021
- Лицей Талыстан Май 2025
- Средняя школа №6 Ноябрь 2021